# Richard Grupe
Richard Grupe (* 8. Oktober 1915 in Hamburg; † 5. August 1988 in Los Angeles) war ein deutscher Boxer.
Grupe, ein gelernter Bäcker, war ein erfolgreicher Box-Profi im Schwergewicht, der 1942 Vize-Europameister wurde. Nach Ende seiner Boxkarriere 1952 wurde „König Richard“ Catcher und lebte seit 1960 in den USA, nachdem er als einziger Deutscher einen Vertrag im Madison Square Garden in New York erhalten hatte. Zudem trat er in kleineren Nebenrollen als Filmschauspieler in Erscheinung, so in der 1960 erschienenen Edgar-Wallace-Verfilmung Der rote Kreis als Diener.
Sein Sohn Norbert war ebenfalls Boxer.
Grupe starb in Los Angeles an den Folgen eines Schlaganfalls.